# Divine Deablo
Pour les articles homonymes, voir Divine.
(en) Statistiques sur pro-football-reference
Divine Ahmad Deablo, né le 17 août 1998 à Winston-Salem en Caroline du Nord, est un sportif professionnel américain de football américain jouant au poste d'outside linebacker depuis la saison 2021 dans la National Football League (NFL) et pour la franchise des Falcons d'Atlanta dès la saison 2025 après en avoir joué quatre pour les Raiders de Las Vegas.

## Biographie
Deablo est une recrue prisée pour la NCAA en 2016. Considéré comme l'un des 25 meilleurs wide receivers entrant à l'université lors de ce cycle, il décide de s'engager avec les Hokies de Virginia Tech. Lors de sa deuxième saison, il est déplacé au poste de safety. Il obtient une sélection dans la première équipe de l'ACC en 2020.
C'est cependant en tant que linebacker que Deablo est finalement sélectionné en 80e choix global lors du troisième tour de la draft 2021 par la franchise des Raiders de Las Vegas. Il y signe son contrat rookie le 23 juillet 2021 en même temps que Malcolm Koonce (en), un autre choix de troisième tour des Raiders.
Deable fait une impression dès sa première année à Las Vegas. Son athlétisme, sa vitesse et sa capacité de couvrir les wide receivers et tight ends adverses font de lui un joueur productif durant sa seconde campagne. Malheureusement, celle-ci est interrompu à la suite d'une blessure. La défense des Raiders est fortement remaniée pendant l'inter saison, bien que Deablo ne soit mis en compétition pour son poste qu'avec Robert Spillane nouvellement acquis et le rookie Amari Burney (en). Ceci pousse Carter Landis de Sports Illustrated a prédire que Deablo est pressenti pour être un joueur clé de la défense de Las Vegas en 2023. Il réalise effectivement sa meilleur saison avec 106 plaquages (dont 65 en solo), 1 sack et 2 hits sur quarterback, 2 passes défendues et 2 fumbles recouverts. Sa production est moindre en 2024 avec seulement 63 plaquages (dont 35 en solo), 1 sack et 4 hits sur quarterback et 2 passes défendues.
Devenu agent libre, Deablo signe le 14 mars 2025 un contrat de deux ans pour un montant de 14 millions de dollars avec les Falcons d'Atlanta.